# Lemniscomys roseveari
Lemniscomys roseveari é uma espécie de roedor da família Muridae.
Pode ser encontrada nos seguintes países: possivelmente Angola e Zâmbia.
Os seus habitats naturais são: florestas secas tropicais ou subtropicais .
Está ameaçada por perda de habitat.